# Metropolia di Anchialo

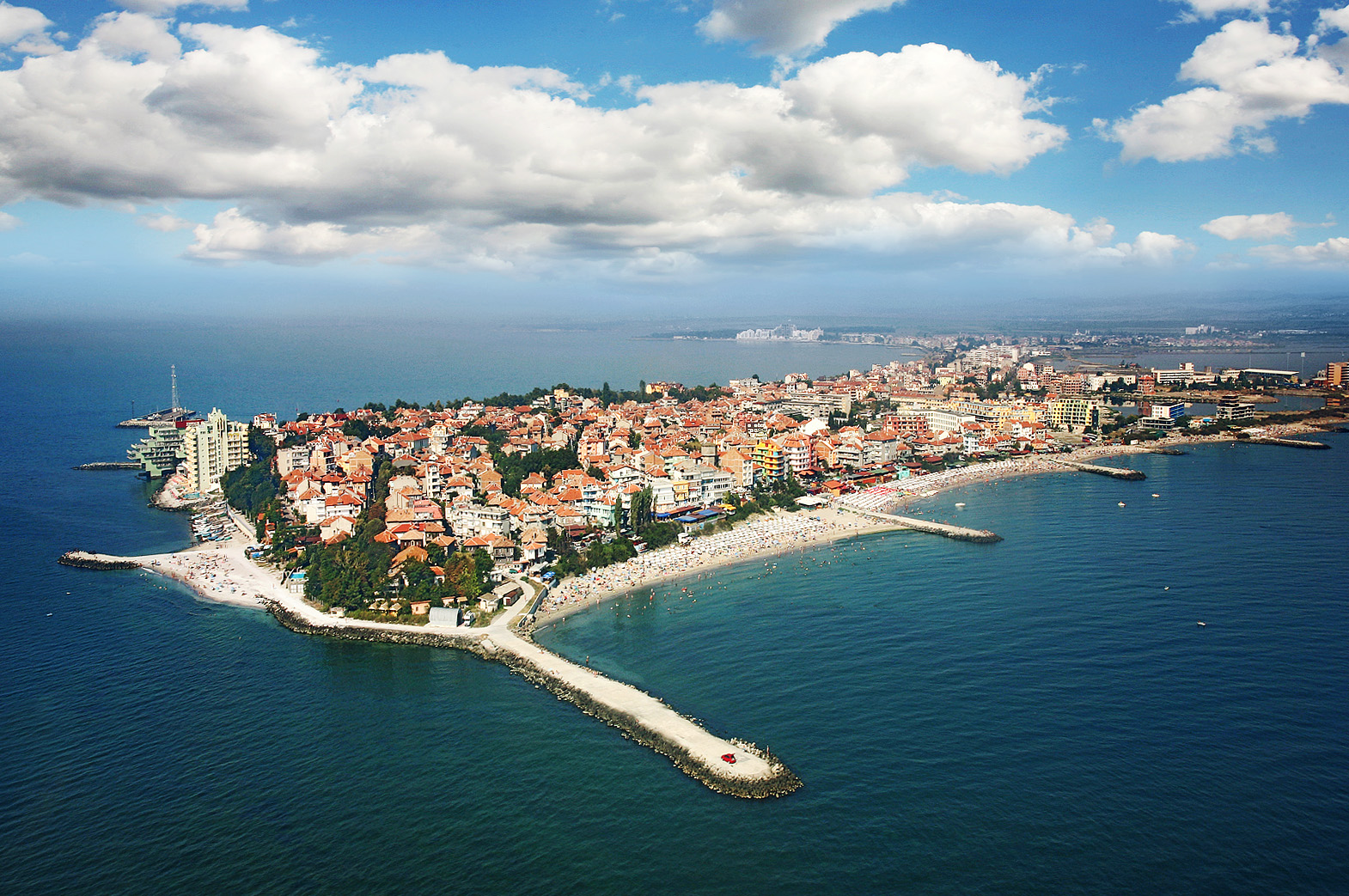
Vista aerea della città di Pomorie in Bulgaria.

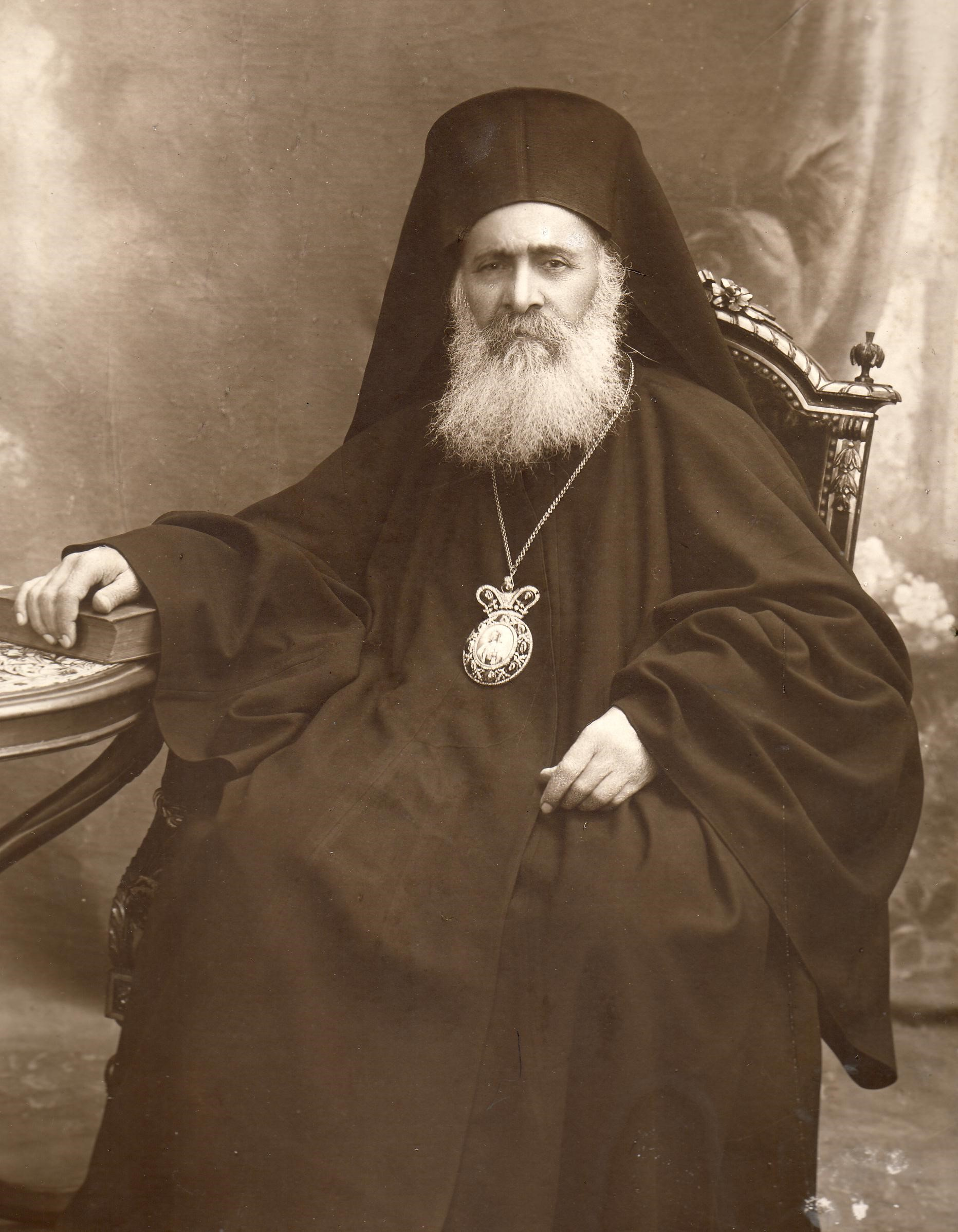
Basilio Georgiadis, ultimo metropolita residente di Anchialo, patriarca di Costantinopoli dal 1925 al 1929.

La metropolia di Anchialo (in greco: Ιερά Μητρόπολις Αγχιάλου; Ierá Mitrópolīs Anchiálou ) è una diocesi soppressa del patriarcato di Costantinopoli.

## Storia
Anchialo, che corrisponde alla città di Pomorie in Bulgaria, fu una sede ecclesiastica della provincia romana dell'Emimonto nella diocesi civile di Tracia e nel patriarcato di Costantinopoli.
Originariamente suffraganea della metropolia di Adrianopoli, appare fra le arcidiocesi autocefale del Patriarcato nella Notitia Episcopatuum dello pseudo-Epifanio, composta durante il regno dell'imperatore Eraclio I (circa 640). La sede è documentata in tutte le Notitiae episcopatuum fino agli inizi del XV secolo; nell'ultima Notitia è indicata come sede metropolitana.
Sono sette i vescovi conosciuti di questa antica sede nel I millennio cristiano. La serie inizia con il vescovo Sotas, nella seconda metà del II secolo; di lui parla Eusebio di Cesarea nella sua Historia ecclesiastica come avversario del montanismo. Il vescovo Timoteo prese parte al concilio di Sardica del 343/344. Sebastiano fu tra i padri del primo concilio di Costantinopoli nel 381. Sabbazio firmò il decreto del patriarca Gennaio del 459 contro i simoniaci. Paolo assistette al secondo concilio di Costantinopoli nel 553. Giacomo fu arcivescovo di Anchialo durante il patriarcato di san Tarasio (784-806). Infine Nicola assistette al Concilio di Costantinopoli dell'879-880 che riabilitò il patriarca Fozio di Costantinopoli.
Dopo Nicola, la serie episcopale di Anchialo si interrompe per alcuni secoli, probabilmente perché con l'affermarsi del primo impero bulgaro e la nascita di un patriarcato bulgaro autocefalo, la sede di Anchialo passò sotto questa giurisdizione Dall'XI secolo la città tornò ad essere bizantina. Il primo metropolita noto è Sofronio, che prese parte al concilio di Ferrara e Firenze nel 1438-1739, sostenitore del partito anti-unionista.
Dopo la caduta di Costantinopoli (1453), molte famiglie aristocratiche bizantine si stabilirono ad Anchialo e il suo trono vescovile divenne ambito. Nel XVII secolo la metropolia comprendeva le importanti città di Anchialo e Burgas (in greco: Pyrgos) e altre 54 città e villaggi più piccoli.
Il metropolita di Eugenio fu impiccato nell'aprile 1821, insieme al patriarca Gregorio V e ad altri prelati a Costantinopoli, dopo lo scoppio della guerra d'indipendenza greca, in quello che è passato alla storia con il nome di massacro di Costantinopoli.
Durante l'episcopato di Basilio I (1865-1877), la Bulgaria ottenne l'indipendenza dall'impero ottomano; la città di Anchialo entrò a far parte del nuovo principato, anche se ecclesiasticamente rimase una sede del patriarcato di Costantinopoli. In questo periodo si acuirono le tensioni nazionalistiche tra bulgari e greci, che si fecero sentire in particolare durante l'episcopato di Basilio I, costretto all'esilio nel 1877, e di Basilio II (1889-1909), che fu arrestato dalle autorità bulgare nel 1906. Nella distruzione della città del 1906, andarono distrutte da un incendio numerose chiese, tra cui la cattedrale dei Santi Tassiarchi.
Nel 1906 la metropolia passò sotto la giurisdizione dell'Esarcato bulgaro. L'ultimo metropolita di Anchialo, Costantino Chatziapostolou, non fu accettato dalle autorità bulgare e dopo la sua morte, avvenuta il 10 luglio 1923, il patriarcato di Costantinopoli rinunciò a eleggere altri metropoliti. La Chiesa ortodossa bulgara non ha eretto nessuna sede episcopale a Pomorie, che oggi fa parte dell'eparchia di Sliven.

## Cronotassi
La seguente cronotassi si basa principalmente sulle liste episcopali pubblicate da A. Diamantopoulos e dal metropolita Germano. Aggiunte, correzioni e modifiche sono citate nelle note.
- Sotas † (II secolo)
- Timoteo † (menzionato nel 343/344)
- Sebastiano † (menzionato nel 381)
- Sabbazio † (menzionato nel 459)
- Paolo † (menzionato nel 553)
- Giacomo † (menzionato nel 784/806)[5]
- Nicola † (menzionato nell'879)[6]
- Stefano † (prima del 1166 - dopo gennaio 1170)
- Michele † (dopo gennaio 1170 eletto patriarca di Costantinopoli)
- Giovanni † (menzionato nel 1191/1198)
- Cipriano † (menzionato nel 1290/1293)[7]
- Neofito † (29 settembre 1368 - circa 1372 deceduto)[8]
- Giuseppe † (menzionato nel 1381)
- Sofronio † (prima del 1439 - dopo gennaio 1467)
- Ignazio † (prima del 1474 - dopo il 1477)
- Neofito † (prima del 1484 - dopo il 1515)[9]
- Gioannizio † (menzionato nel 1523)
- Alipio † (menzionato nel 1541)[9]
- Acacio † (menzionato nel 1561)
- Senofonte † (menzionato nel 1565)
- Geremia † (menzionato nel 1580)[9]
- Teolepto † (menzionato nel 1590)
- Atanasio † (prima di aprile 1593 - dopo giugno 1609)
- Partenio † (1609 - 19 giugno 1623 eletto metropolita di Adrianopoli
- Cristoforo † (19 giugno 1623 - 27 giugno 1628 eletto metropolita di Filippopoli
- Metrofane † (27 giugno 1628 - dopo luglio 1639)
- Gioacchino † (prima del 1653 - giugno/luglio 1662 deceduto)
- Callisto † (26 luglio 1662 - ?)
- Partenio † (1671)
- Daniele † (prima di dicembre 1671 - dopo maggio 1697)
- Macario † (28 aprile 1700 - dopo maggio 1712)
- Callinico † (prima di maggio 1718 - dopo settembre 1732)
- Natanaele † (prima del 1739 - 23 novembre 1753 eletto metropolita di Efeso)
- Anania † (novembre 1753 - febbraio 1773 eletto metropolita di Derco)
- Gabriele † (febbraio 1773 - ottobre 1775 deceduto)
- Gioacchino † (ottobre 1775 - settembre 1794 eletto metropolita di Cizico)
- Ioasaf † (settembre 1794 - giugno 1808 eletto metropolita di Filippopoli)
- Paolo † (menzionato nel 1808)
- Gabriele † (8 giugno 1808 - giugno 1813 eletto metropolita di Filadelfia)
- Eugenio † (giugno 1813 - aprile 1821 deceduto)
- Agatangelo ? † (menzionato nel 1819)
- Antimo † (aprile 1821 - luglio 1831 eletto metropolita di Cizico)
- Sofronio † (agosto 1831 - 7 marzo 1847 eletto metropolita di Eno)
- Sofronio † (7 marzo 1847 - giugno 1865 dimesso)
- Basilio † (21 agosto 1865 - giugno 1877 dimesso)
- Benedetto Adamantidis † (18 giugno 1877 - 11 febbraio 1881 eletto metropolita di Ganos e Chora)
- Basilio † (11 febbraio 1881 - 22 dicembre 1884 eletto metropolita di Smirne) (per la seconda volta)
- Gregorio Drakopoulos † (22 gennaio 1885 - 15 ottobre 1888 eletto metropolita di Kastoria)
- Antimo Tsatsos † (15 ottobre 1888 - 17 novembre 1888 deposto)
- Sofronio Argyropoulos † (18 novembre 1888 - 5 agosto 1889 eletto metropolita di Scarpanto)
- Basilio Georgiadis † (8 agosto 1889 - 7 febbraio 1909 eletto metropolita di Pelagonia)
- Costantino Chatziapostolou † (12 maggio 1909 - 10 luglio 1923 deceduto)